# Sant Feliu d'Estiula
Sant Feliu d'Estiula és una església i antiga parròquia pertanyent actualment al municipi de les Llosses. Es troba al nord-est del terme, al fons de la vall d'Estiula, sobre una elevació a 989 m d'altitud, a l'esquerra del torrent d'Estiula a l'indret on hi hagué la vila rural d'Estívola, donada per Guifré el Pelós al monestir de Ripoll abans del 890. Forma part de l'Inventari del Patrimoni Arquitectònic de Catalunya.

## Descripció
És una església d'una sola nau amb dos capelles laterals i un campanar al cantó de llevant a la façana sud. La porta modificada al segle xviii, pot ésser que correspongui a la primitiva romànica, així com les finestres. La coberta és a dos vessants i amb teula àrabs. Els murs són arrebossats amb calç a l'exterior.

## Història
El lloc, a on hi havia una vila, va ésser donat al s. X pel comte Guifré, al monestir de Ripoll (890). El 1040 consta que és dedicada a sant Pere, a partir del segle xiii a sant Pere i a sant Feliu, i a partir del segle xviii, només a Sant Feliu. El primitiu edifici del segle xi es transformà del tot el 1731, quan s'allargà i s'apujà la nau, i hom hi afegí un campanar i dues capelles laterals. Al seu costat s'hi troba l'antiga rectoria, reformada i condicionada, com a casa de trobades de la parròquia de Campdevànol.